# タカネスミレ
タカネスミレ（高嶺菫、学名：Viola crassa subsp. crassa）はスミレ科スミレ属の多年草。別名、タカネキスミレ。狭義では4亜種が認められる。

## 特徴
地下茎は短く、匍匐し、節間はごく短い。地下匐枝を出して増えることがあるので、砂礫地に大群落をつくる。有茎の種で、地上茎は鮮緑色で、自生地では砂礫に埋まっていることが多いので低くみえるが、地上茎部は長い。高さは5-12cmになる。根出葉は、少数が花期にも存在し、根出葉と茎葉の葉身は長さ1-2.5cm、幅1-4cm、腎心形で、先端は円頭、基部は深い心形となって長さ3-5cmの葉柄につづく。葉の質は厚く光沢があり、縁には低い波状の鋸歯があり、表面は濃緑色でときに赤褐色をおび、葉脈が著しく目立ち、表面側に巻き込み、葉身の基部と葉柄に短毛が生える。托葉は茎の両側に沿って離生し、卵形で長さ3-4mmになり、先端はやや鈍頭、縁は全縁になるかわずかに鋸歯状になる。
花期は6-8月。茎上部の葉腋から長さ2-5cmの花柄を伸ばし、黄色の花をつける。花柄の途中には線形の2個の小苞葉がある。花は径1.5-2cm、花弁は長さ10-12mm、上弁と側弁は反り返り、側弁の基部に毛はなく、唇弁が他の花弁より大きく、褐色の条線が入り、先端が鋭頭になる。唇弁の距は太く短く、長さは1mmになり、嚢状になる。萼片は広楕円形で、先は鈍頭、付属体はほとんどない。雄蕊は5個あり、花柱はY字形になり、花柱上部が大きく2又に分裂し、柱頭に突起毛がある。果実は長卵形の蒴果で、毛はない。染色体数は2n=48。

## 分布と生育環境
朝鮮半島北部にも分布するとされる文献もあるが、米倉浩司 (2017) は、YListにおいて、「北朝鮮からの報告 (W.T.Lee, Lineam. Fl. Kor. 1: 722 (1996)) については検討の必要がある」としている。また、Viola crassa については、朝鮮半島のほか、サハリン、千島列島、カムチャツカ半島に知られているが、日本に分布する本亜種を含む4亜種との関係は不明であるという。
日本固有種とする文献があり、本州の東北地方の秋田駒ヶ岳、岩手山、薬師岳および焼石岳に分布し、高山帯の砂礫地に生育する。タイプ標本の採集地は、岩手山。

## 名前の由来
和名のタカネスミレは「高嶺菫」の意で、高山に生えるスミレの意味。
種小名（種形容語）crassa は、「厚い」「多肉質の」の意味。

## 種の保全状況評価
準絶滅危惧（NT）（環境省レッドリスト）
Viola crassa（広義）（2020年、環境省）

## ギャラリー

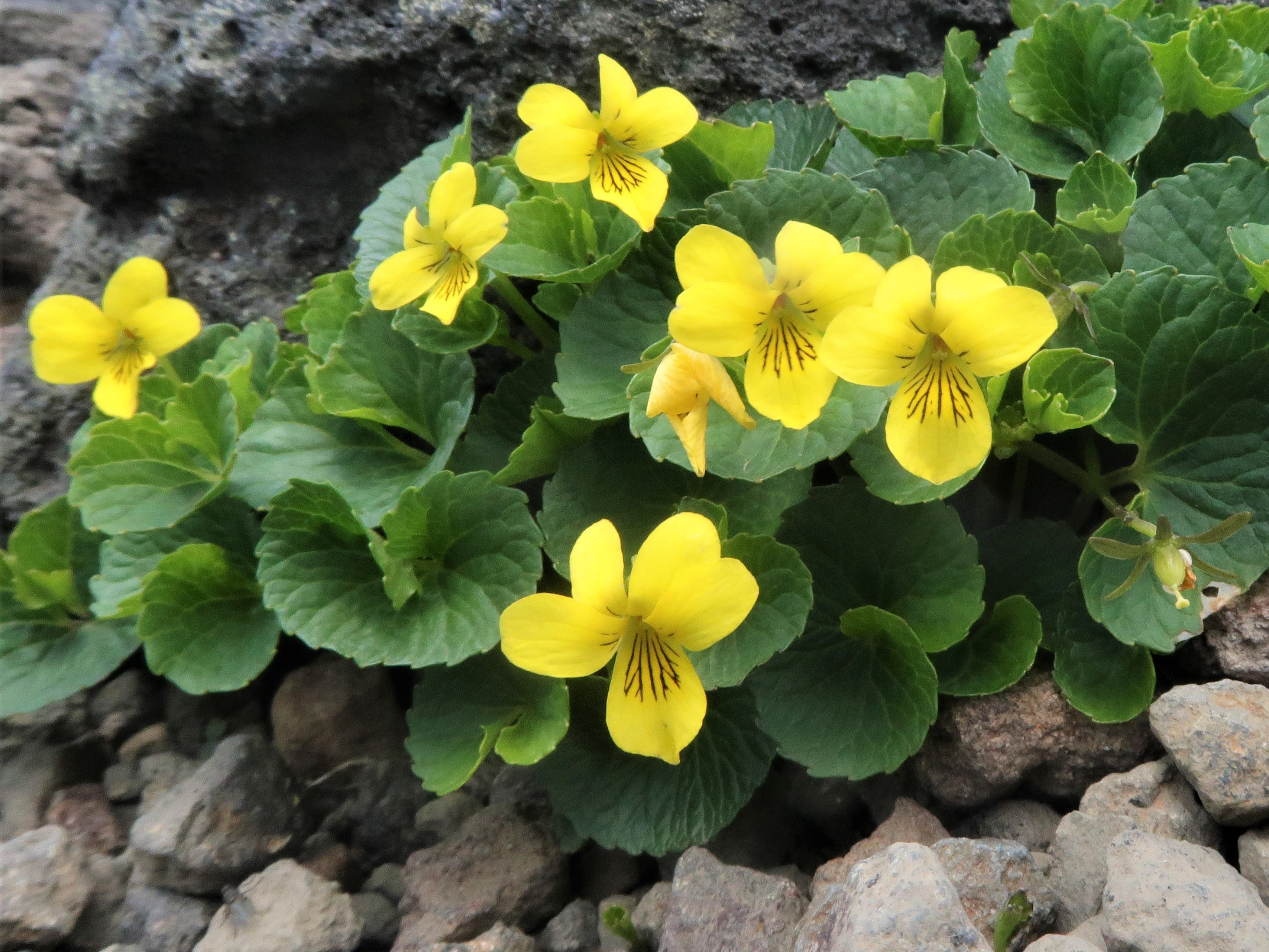
黄色の花をつける。上弁と側弁は反り返り、側弁の基部に毛はなく、唇弁が他の花弁より大きく、褐色の条線が入り、先端が鋭頭になる。
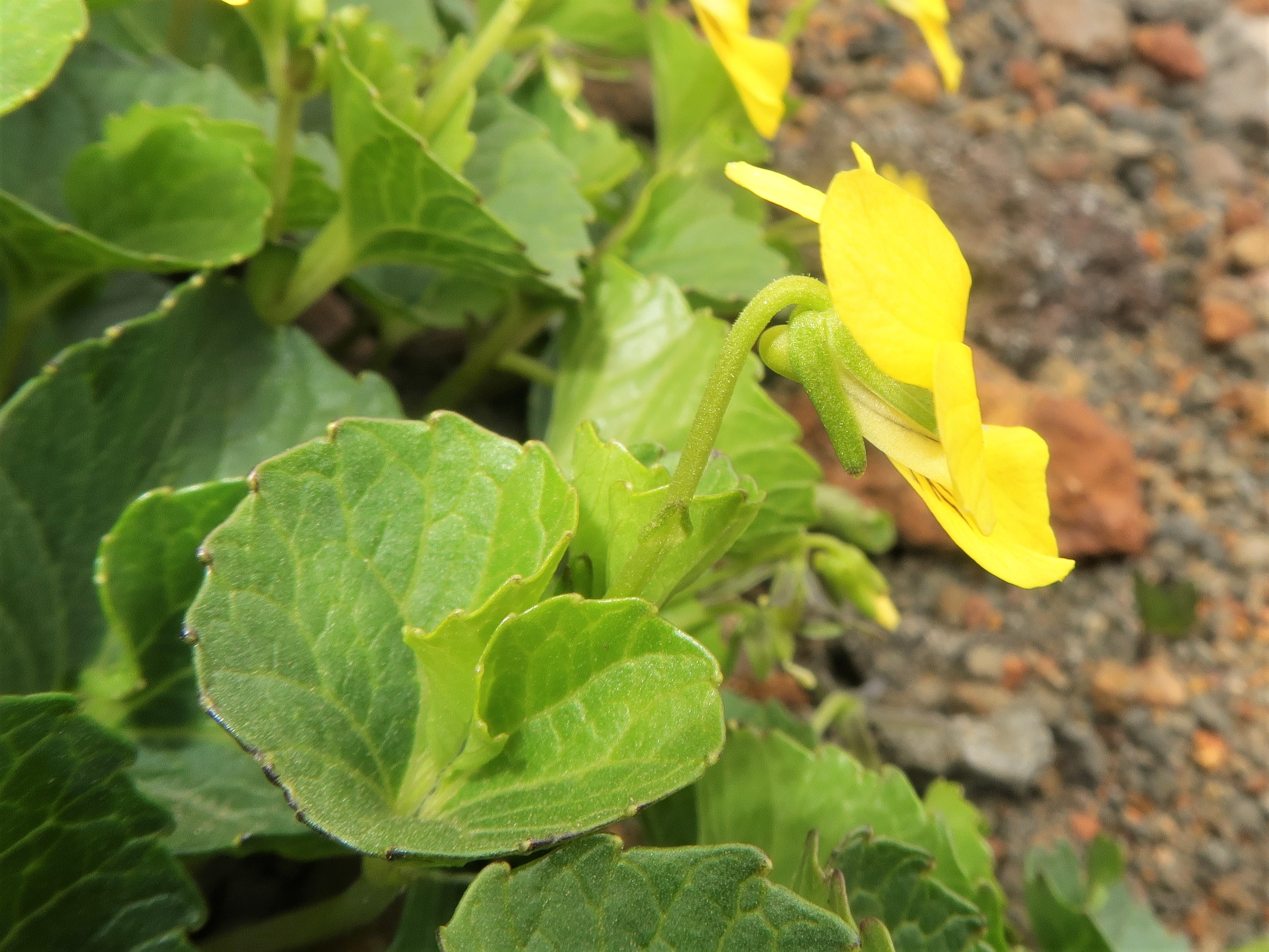
唇弁の距は太く短く、長さは1mmになり、嚢状になる。
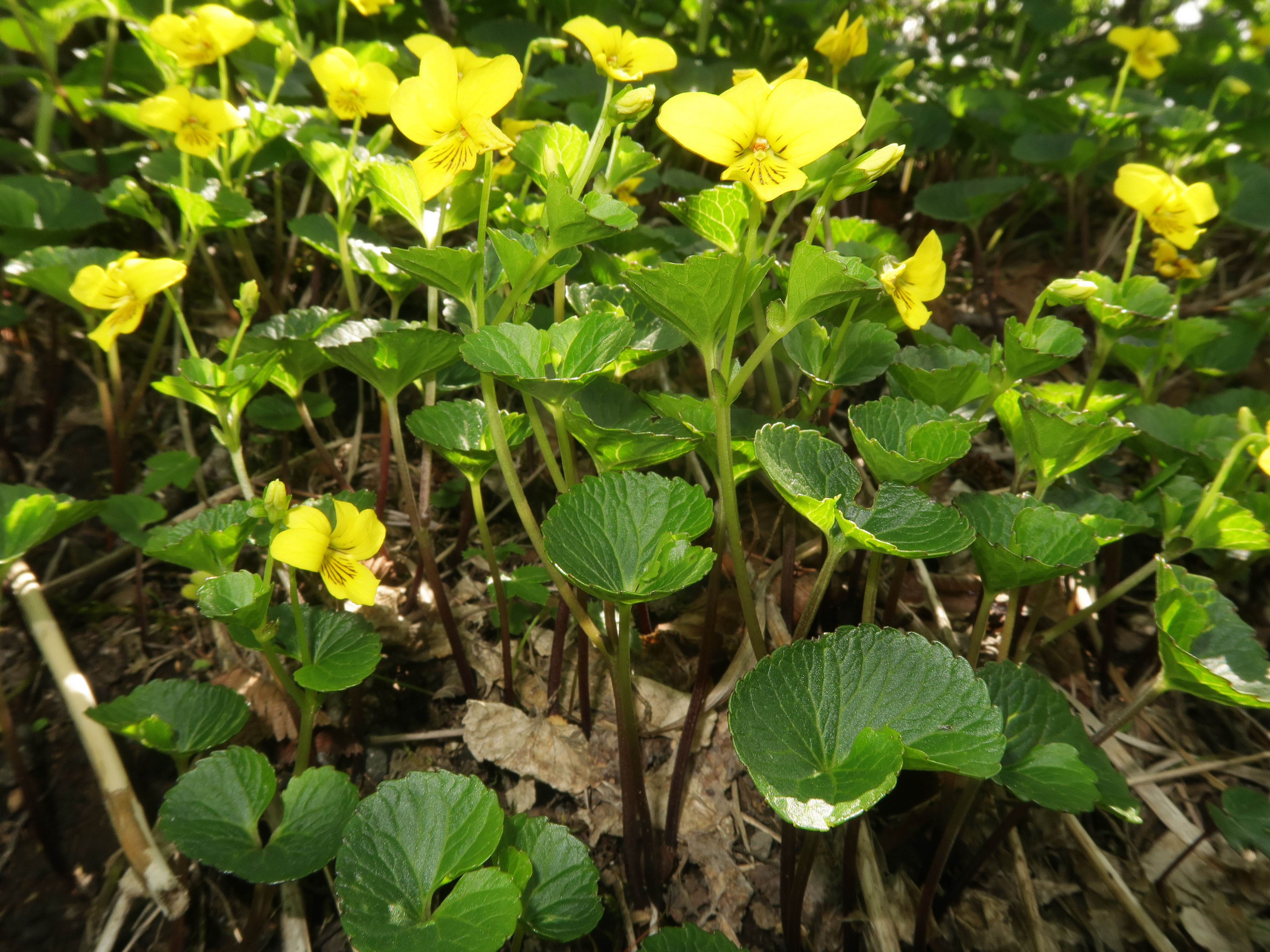
地上茎部は長い。葉の質は厚く光沢があり、縁には低い波状の鋸歯があり、葉脈が著しく目立ち、表面側に巻き込む。托葉は離生し、卵形で先端はやや鈍頭、縁は全縁なる。
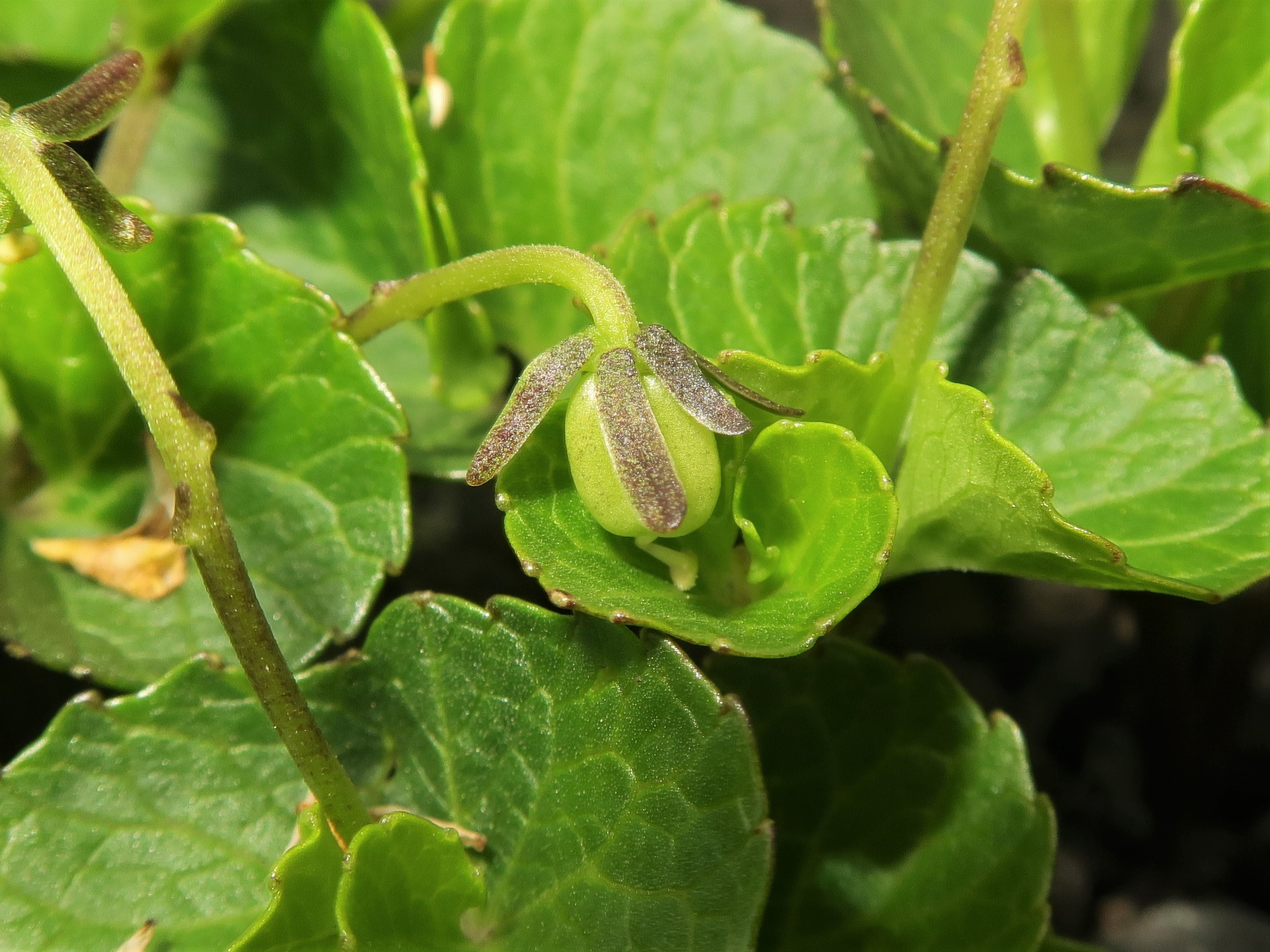
果実。萼片は広楕円形で、先は鈍頭、付属体はほとんどない。
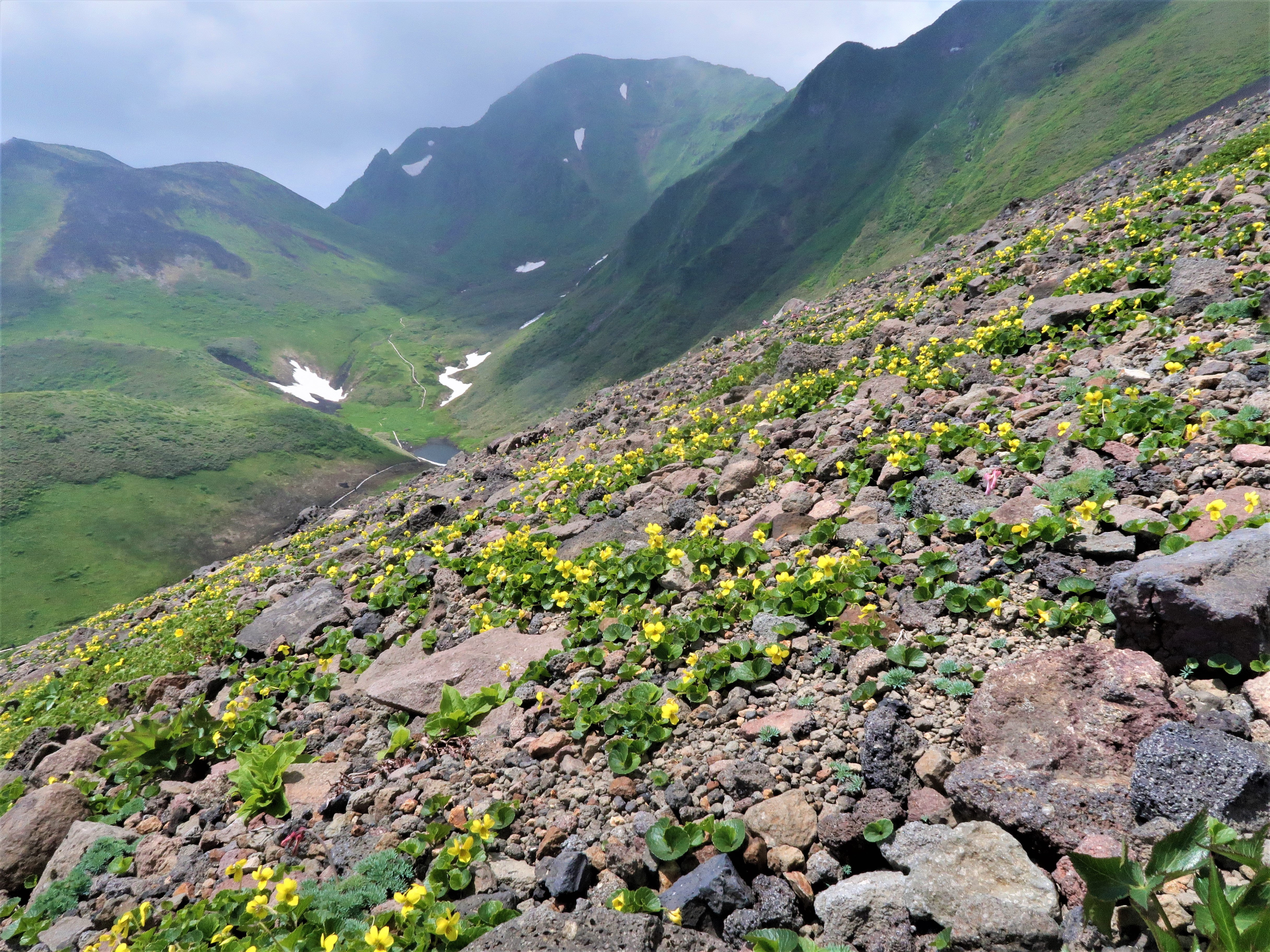
高山の砂礫地に生育する。秋田駒ヶ岳大焼砂から正面に秋田駒ヶ岳男岳方面を望む。

## 下位分類
基本亜種の subsp. crassa のほか、次の3亜種が認められる。

### エゾタカネスミレ
エゾタカネスミレ（蝦夷高嶺菫）Viola crassa Makino subsp. borealis Hid.Takah. (1974) - 葉は濃緑色で光沢がなく、無毛。花期は6月下旬-7月。基本亜種にある花柱の毛がない。染色体数は2n=48。北海道の大雪山、夕張山地、日高山脈、羊蹄山に分布し、高山の礫地に生育する。タイプ標本の採集地は大雪山。夕張山地の蛇紋岩地には全体が小型で、葉の裏面や茎が紫色をおびるものがある。亜種名 borealis は「北方の」「北方系の」の意味。

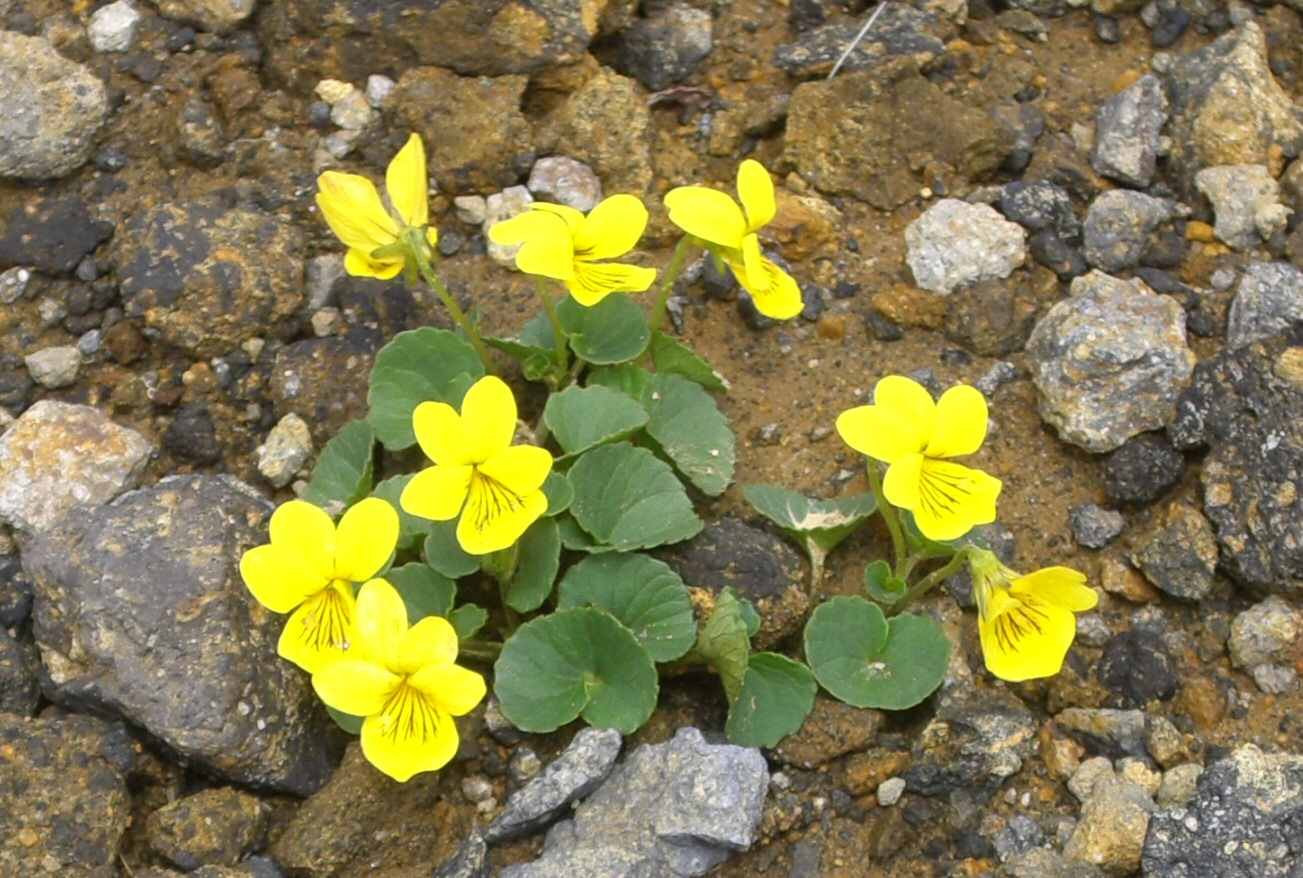
エゾタカネスミレ 大雪山 2006年7月中旬

### クモマスミレ
クモマスミレ（雲間菫）Viola crassa Makino subsp. alpicola Hid.Takah. (1974) - 葉は暗緑色でわずかに褐色をおび、光沢があり、無毛。花期は6月中旬-7月。花柱の上部はT字形になり、花柱の毛がない。花弁の裏面は紅紫色で、唇弁は他の花弁に比べて極端に長い。染色体数は2n=48。本州の中部地方の北アルプスおよび中央アルプスに分布し、高山の礫地に生育する。タイプ標本の採集地は立山。亜種名 alpicola は「高山に住む」「草本帯の」の意味。

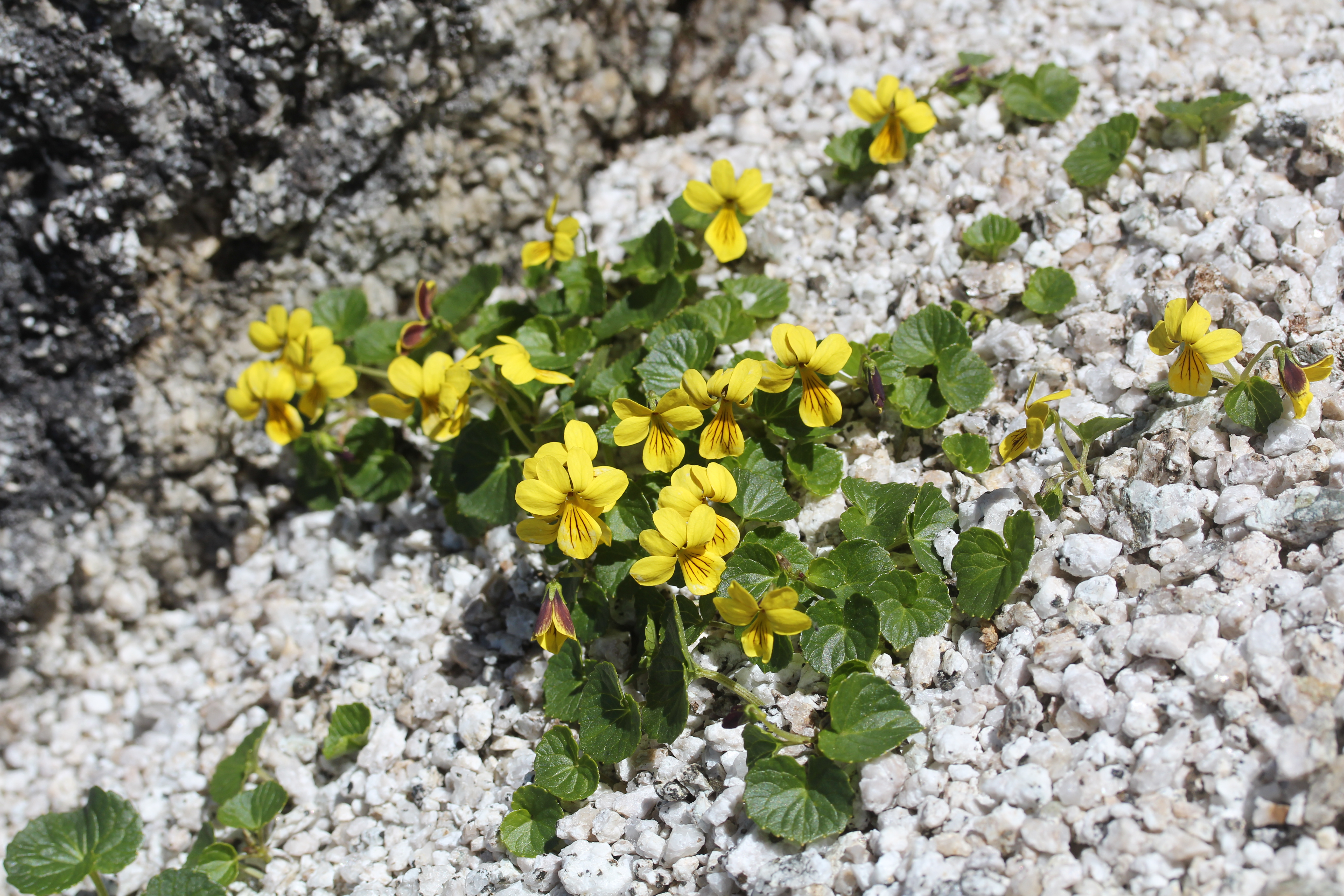
クモマスミレ 燕岳  2015年6月下旬
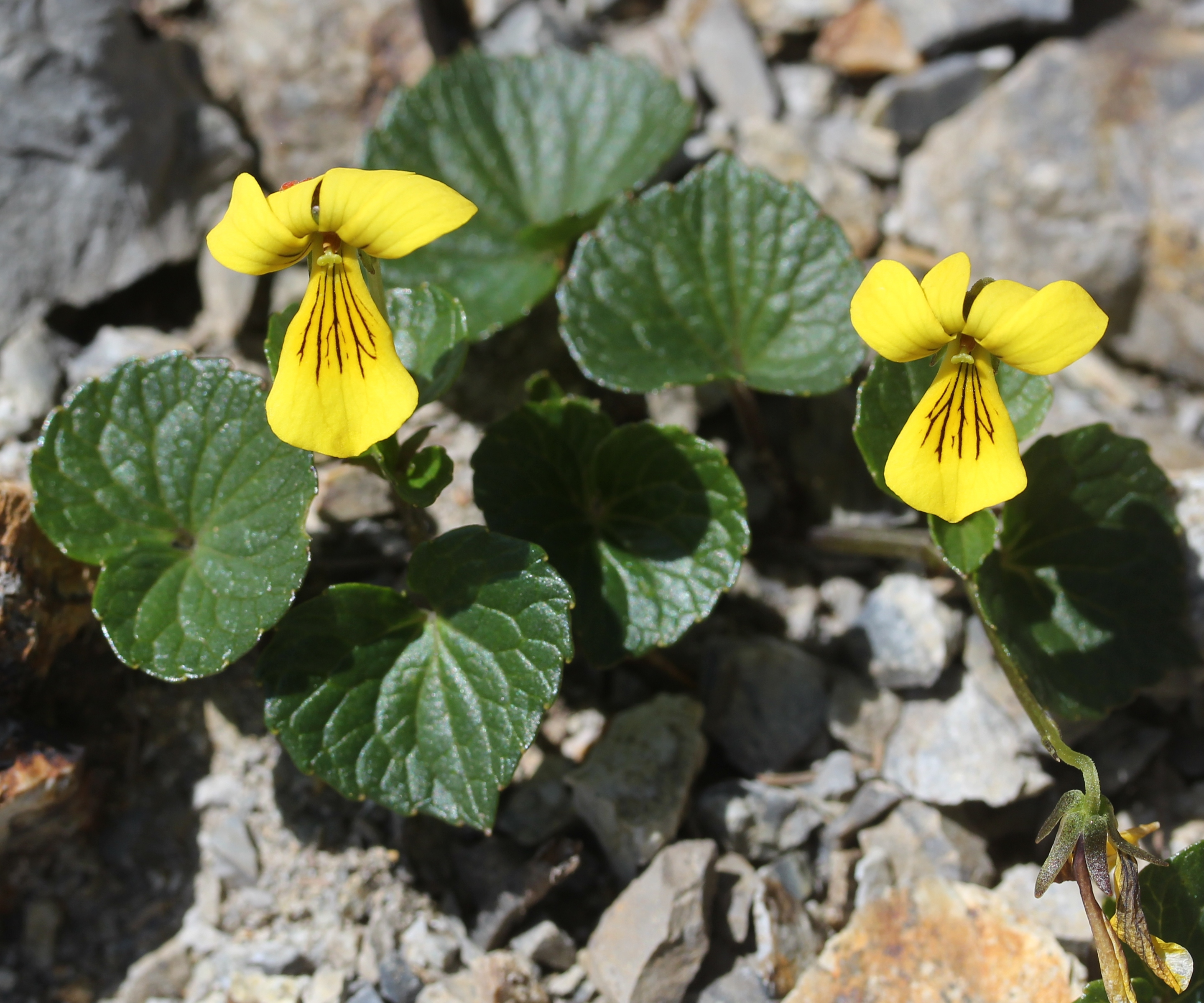
葉は暗緑色でわずかに褐色をおび、光沢がある。
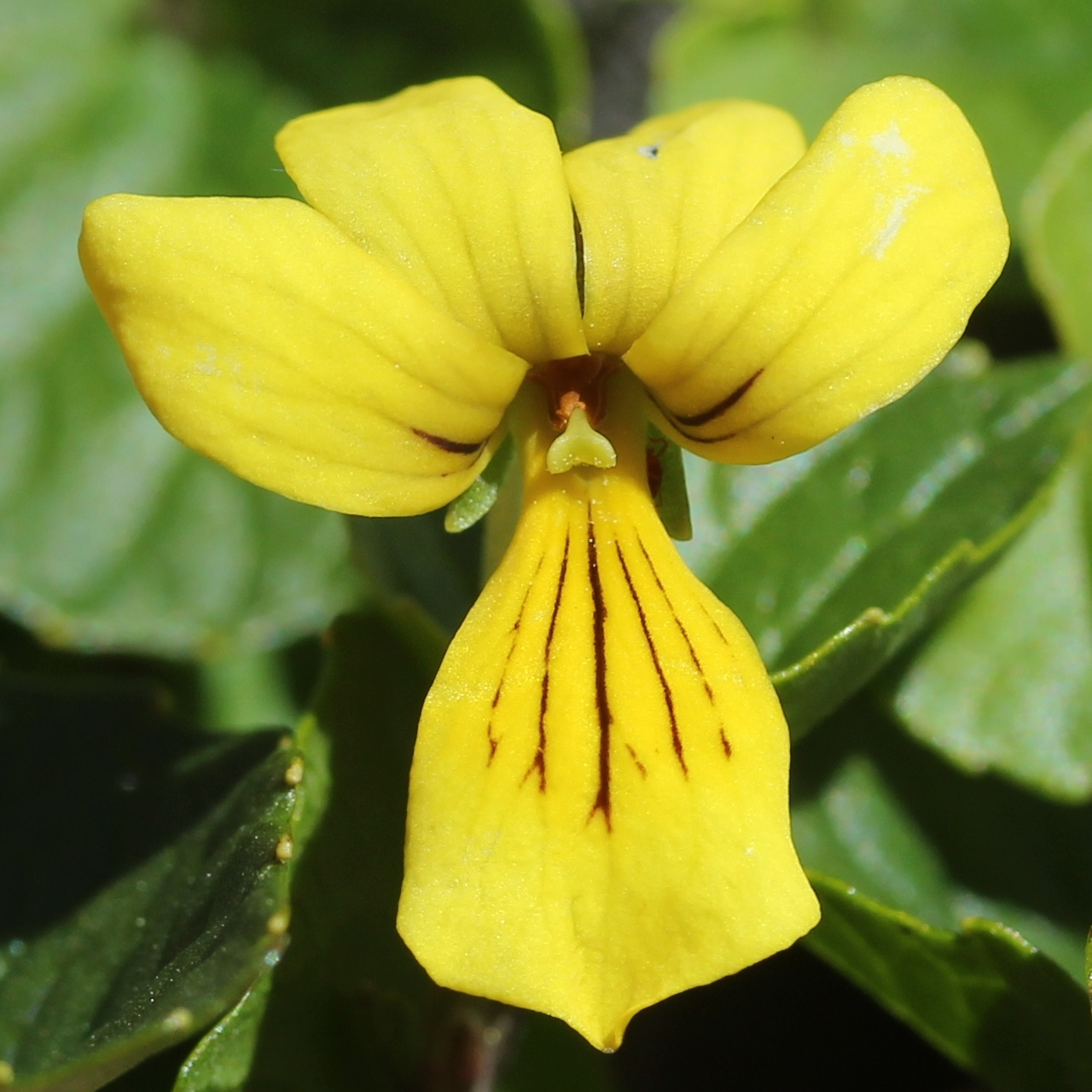
花柱の上部はT字形になり、基本亜種にある花柱の毛がない。唇弁は極端に長い。
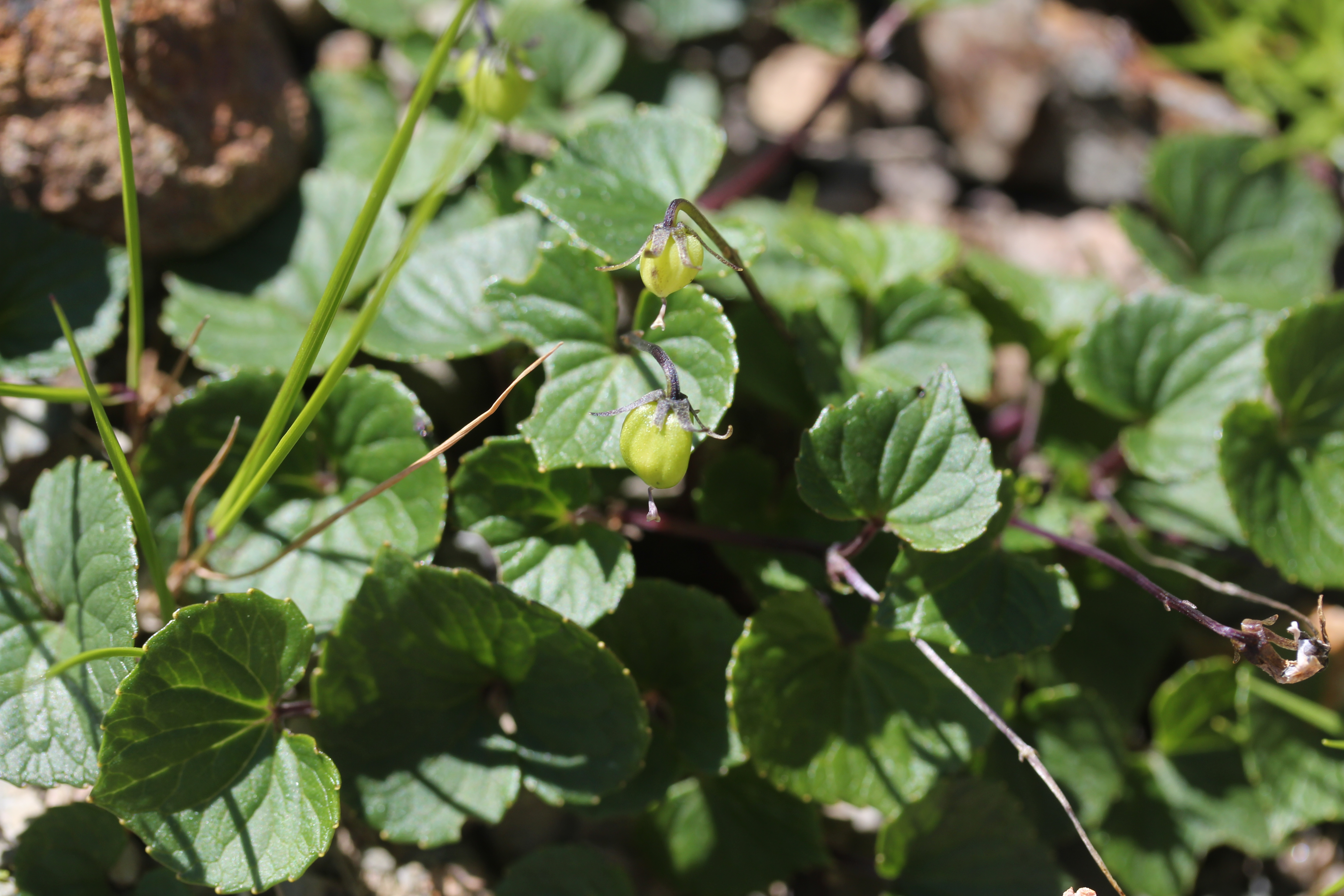
果実

### ヤツガタケキスミレ
ヤツガタケキスミレ（八ヶ岳黄菫）Viola crassa Makino subsp. yatsugatakeana Hid.Takah. (1974) - 葉に光沢がなく、葉の両面の葉脈上に微毛が生える。花期は6月下旬-7月中旬。花柱に毛がない。基本亜種と異なり、地下匐枝を出さない。本州中部地方の八ヶ岳の特産で、高山の礫地に生育する。類似種のキバナノコマノツメ Viola biflora に似るが、同種は葉が鮮緑色で湿った草地に生えるが、ヤツガタケキスミレは葉が鈍い緑色であることと草地ではなく礫地に生えることで異なる。タイプ標本の採集地は八ヶ岳。

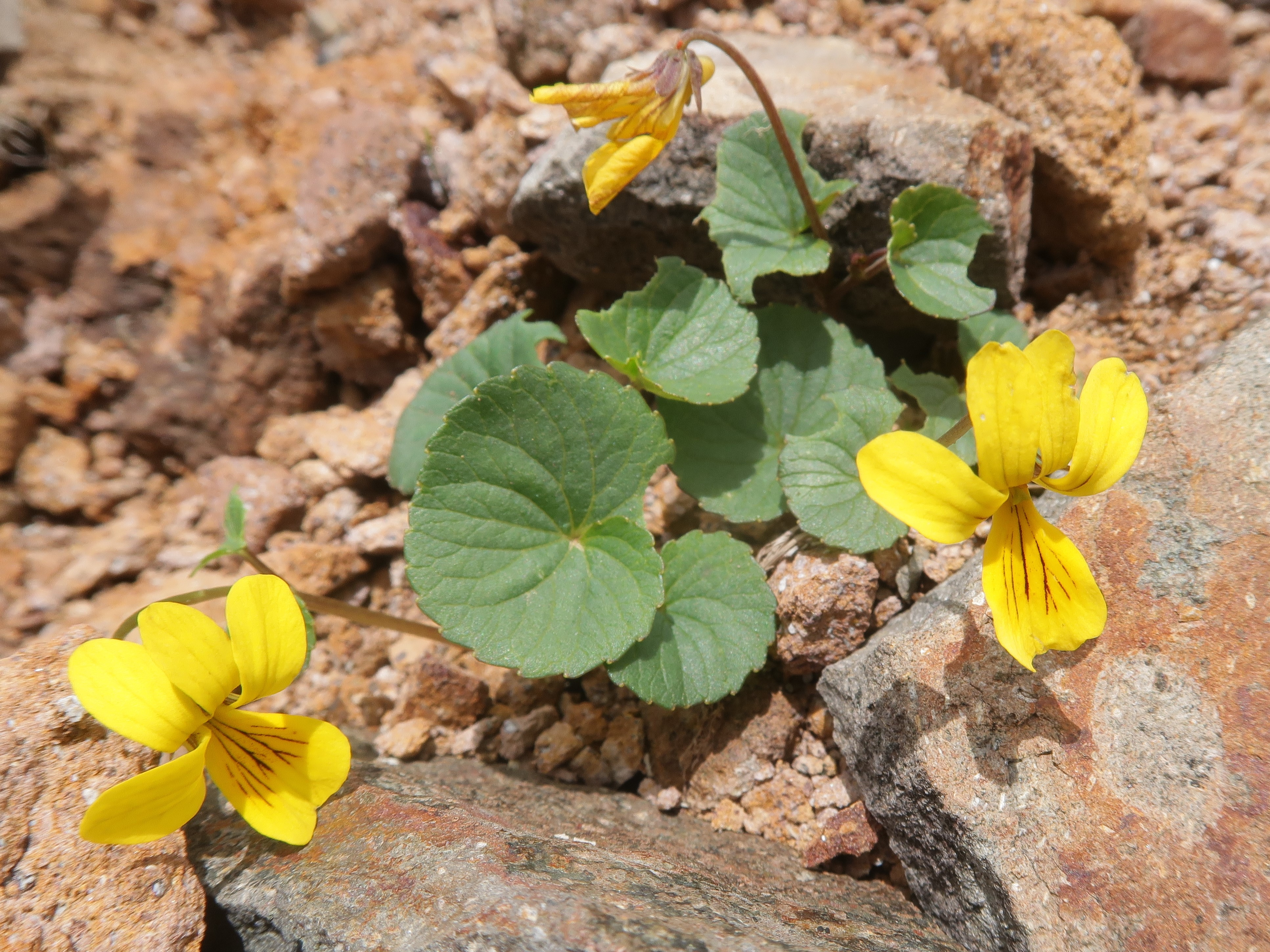
ヤツガタケキスミレ 八ヶ岳  2022年7月上旬
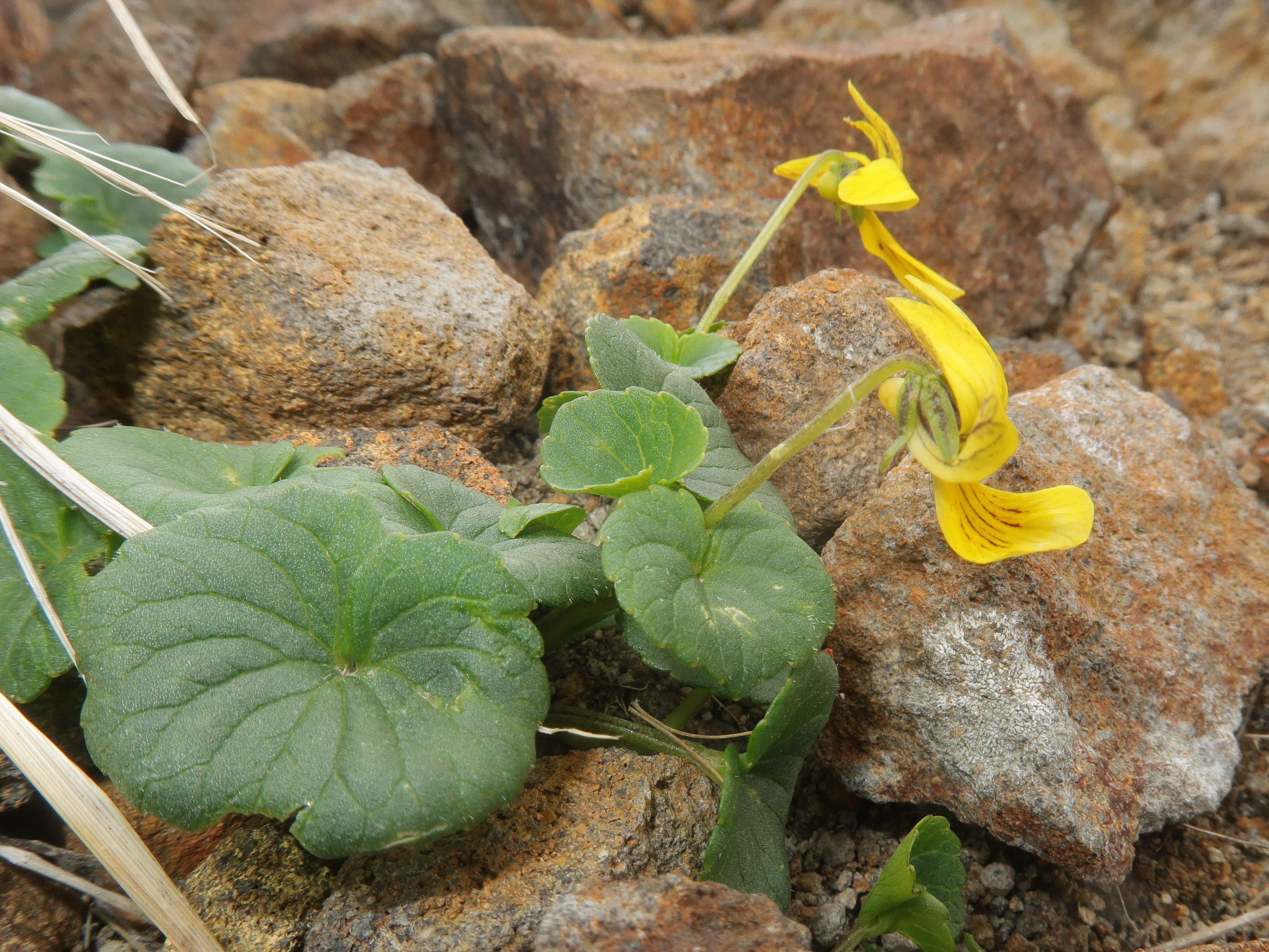
唇弁の距は短く、萼片の付属体はない。
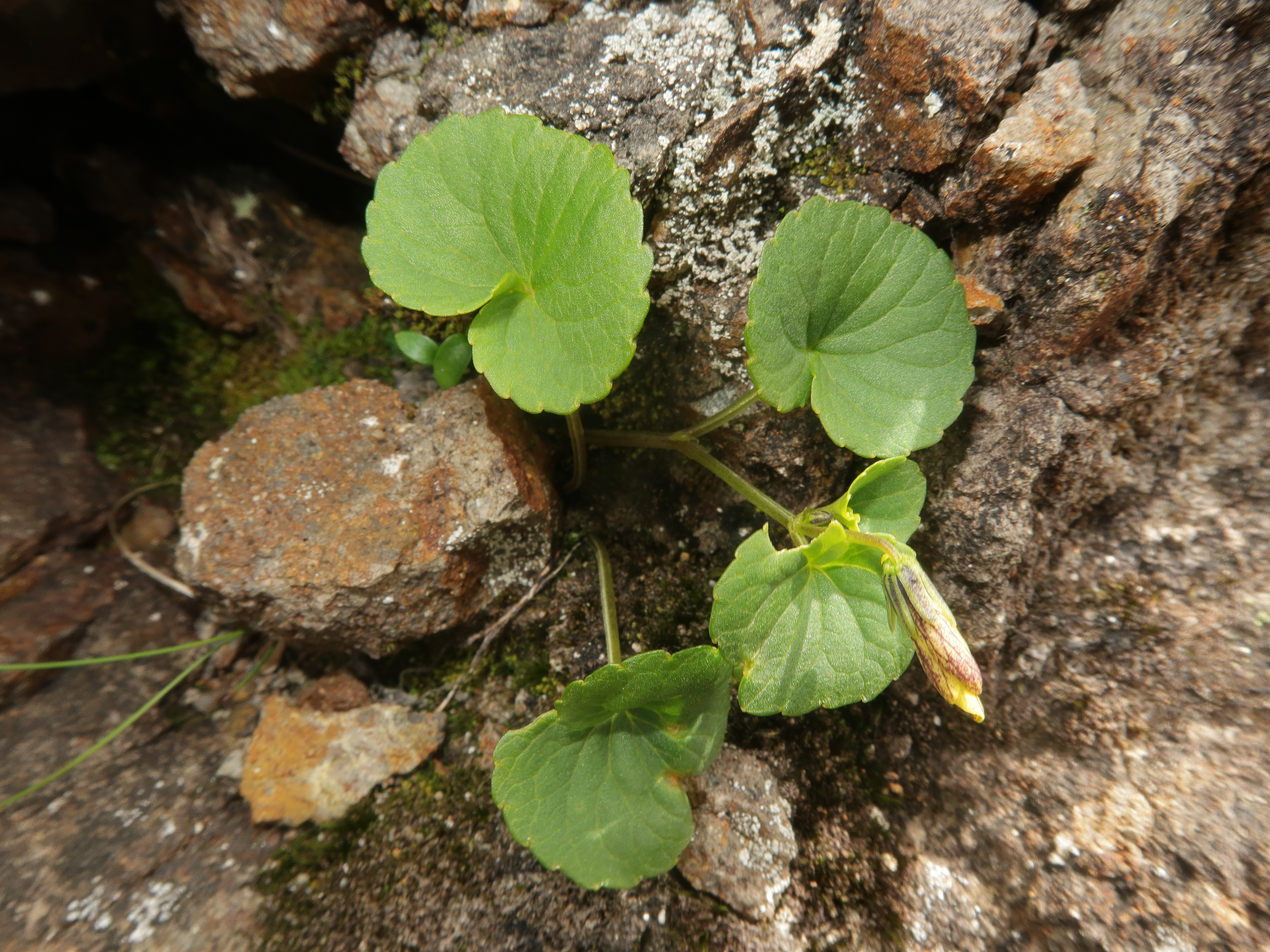
葉は鈍い緑色で厚く、表面に光沢がない。葉に細かい毛がある。
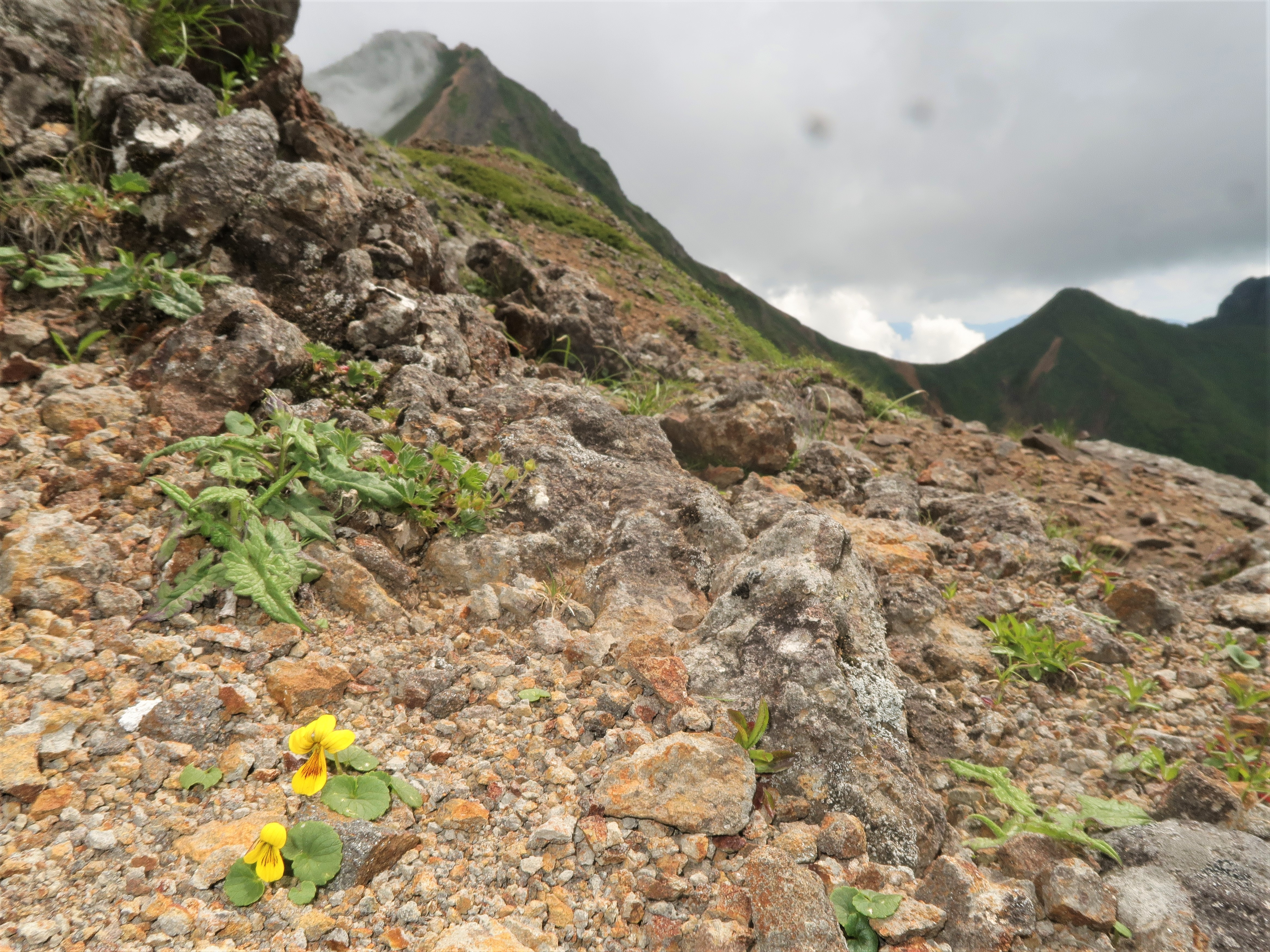
八ヶ岳の稜線部分の礫地に生える。